# 1989 год в спорте
Список 1989 год в спорте описывает спортивные события, произошедшие в 1989 году.

## СССР
- Чемпионат СССР по боксу 1989;
- Чемпионат СССР по классической борьбе 1989;
- Чемпионат СССР по русским шашкам 1989;
- Чемпионат СССР по русским шашкам среди женщин 1989;
- Чемпионат СССР по самбо 1989;
- Чемпионат СССР по хоккею с мячом 1988/1989;
- Создан баскетбольный клуб «Металлург-Университет»;
- Создан мини-футбольный клуб «ГКИ-Газпром»;

### Волейбол
- Чемпионат СССР по волейболу среди женщин 1988/1989;
- Чемпионат СССР по волейболу среди женщин 1989/1990;
- Чемпионат СССР по волейболу среди мужчин 1988/1989;
- Чемпионат СССР по волейболу среди мужчин 1989/1990;

### Футбол
- Кубок СССР по футболу 1988/1989;
- Кубок СССР по футболу 1989/1990;
- Чемпионат Латвийской ССР по футболу 1989;
- Чемпионат СССР по футболу 1989;
- ФК «Спартак» Москва в сезоне 1989;
- Созданы женские клубы:
  - «Динамо» (Киев);
  - «Енисей»;
- Созданы клубы:
  - «Ахал»;
  - «Венец»;
  - «Волна» (Пинск);
  - «Горняк-Спорт»;
  - «Заря» (Ленинск-Кузнецкий);
  - «Звезда» (Городище);
  - ЗЛиН;
  - «Иншаатчи» (Сабирабад);
  - «Молодечно-2013»;
  - «Олимпия» (Волгоград);
  - «Таммека»;
  - «Химик» (Белореченск);
  - «Энергия» (Воронеж);

### Хоккей с шайбой
- Чемпионат СССР по хоккею с шайбой 1988/1989;
- Чемпионат СССР по хоккею с шайбой 1989/1990;

### Шахматы
- Личный чемпионат СССР по шахматной композиции 1989;
- Чемпионат СССР по шахматам 1989;

## Международные события
- Зимняя Универсиада 1989;
- Летняя Универсиада 1989;

### Чемпионаты Европы
- Чемпионат Европы по бейсболу 1989;
- Чемпионат Европы по боксу 1989;
- Чемпионат Европы по спортивной гимнастике 1989 (мужчины);
- Чемпионат Европы по фигурному катанию 1989;

### Чемпионаты мира
- Чемпионат мира по академической гребле 1989;
- Чемпионат мира по биатлону 1989;
- Чемпионат мира по боксу 1989;
- Чемпионат мира по борьбе 1989;
- Чемпионат мира по конькобежному спорту в классическом многоборье 1989;
- Чемпионат мира по конькобежному спорту в классическом многоборье среди женщин 1989;
- Чемпионат мира по лыжным видам спорта 1989;
- Чемпионат мира по международным шашкам среди женщин 1989;
- Чемпионат мира по современному пятиборью 1989;
- Чемпионат мира по спортивной гимнастике 1989;
- Чемпионат мира по фигурному катанию 1989;
- Чемпионат мира по фристайлу 1989;
- Чемпионат мира по хоккею с мячом 1989;
- Чемпионат мира по художественной гимнастике 1989;

### Баскетбол
- Драфт расширения НБА 1989 года;
- Кубок чемпионов ФИБА 1988/1989;
- Кубок чемпионов ФИБА 1989/1990;
- Чемпионат Европы по баскетболу 1989;

### Волейбол
- Кубок европейских чемпионов по волейболу среди женщин 1988/1989;
- Кубок европейских чемпионов по волейболу среди женщин 1989/1990;
- Кубок мира по волейболу среди женщин 1989;
- Кубок мира по волейболу среди мужчин 1989;
- Чемпионат Азии по волейболу среди женщин 1989;
- Чемпионат Азии по волейболу среди мужчин 1989;
- Чемпионат Африки по волейболу среди женщин 1989;
- Чемпионат Африки по волейболу среди мужчин 1989;
- Чемпионат Европы по волейболу среди женщин 1989;
- Чемпионат Европы по волейболу среди женщин 1989 (квалификация);
- Чемпионат Европы по волейболу среди мужчин 1989;
- Чемпионат Европы по волейболу среди мужчин 1989 (квалификация);
- Чемпионат мира по волейболу среди мужских клубных команд 1989;
- Чемпионат Северной, Центральной Америки и Карибского бассейна по волейболу среди женщин 1989;
- Чемпионат Северной, Центральной Америки и Карибского бассейна по волейболу среди мужчин 1989;
- Чемпионат Южной Америки по волейболу среди женщин 1989;
- Чемпионат Южной Америки по волейболу среди мужчин 1989;

### Снукер
- Asian Open 1989;
- BCE International 1989;
- British Open 1989;
- Dubai Classic 1989;
- European Open 1989;
- Irish Masters 1989;
- Mercantile Credit Classic 1989;
- Гран-при 1989;
- Мастерс 1989;
- Открытый чемпионат Гонконга по снукеру 1989;
- Официальный рейтинг снукеристов на сезон 1988/1989;
- Официальный рейтинг снукеристов на сезон 1989/1990;
- Снукерный сезон 1988/1989;
- Чемпионат Великобритании по снукеру 1989;
- Чемпионат мира по снукеру 1989;

### Футбол
- Матчи сборной СССР по футболу 1989;
- Кубок европейских чемпионов 1988/1989;
- Кубок европейских чемпионов 1989/1990;
- Кубок Либертадорес 1989;
- Кубок обладателей кубков УЕФА 1989/1990;
- Кубок чемпионов КОНКАКАФ 1989;
- Кубок обладателей кубков УЕФА 1988/1989;
- Кубок обладателей кубков УЕФА 1989/1990;
- Международный футбольный кубок 1989;
- Финал Кубка европейских чемпионов 1989;
- Финал Кубка обладателей кубков УЕФА 1989;

### Хоккей с шайбой
- Группа D чемпионата мира по хоккею с шайбой 1989;
- Драфт НХЛ 1989;
- Кубок Лиги 1989 года;
- Матч всех звёзд НХЛ 1989;
- НХЛ в сезоне 1988/1989;
- НХЛ в сезоне 1989/1990;
- Суперсерия 1989/1990;
- Суперсерия 1989;
- Суперсерия 1989/1990;
- Чемпионат мира по хоккею с шайбой 1989;

### Шахматы
- Клермон-Ферран-турнир;
- Матчи претендентов 1988/1989;

## Моторные виды спорта
- Формула-1 в сезоне 1989;

## Персоналии

### Родились
- 3 января — Кохэй Утимура, японский гимнаст;
- 6 января — Энди Кэрролл, английский футболист, нападающий клуба «Вест Хэм Юнайтед» и сборной Англии;
- 15 января — Алексей Черепанов, российский хоккеист;
- 18 января — Вадим Гаглоев, российский футболист, полузащитник;
- 2 марта — Марсель Хиршер, австрийский горнолыжник;
- 23 марта — Асланбек Мусаев, российский боец смешанных единоборств, рекордсмен мира по поднятию тяжестей одной рукой;
- 14 апреля — Доминик Парис, итальянский горнолыжник;
- 23 апреля — Николь Вайдишова, профессиональная чешская теннисистка;
- 3 мая — Катинка Хоссу, венгерская пловчиха;
- 4 мая
  - Рори Макилрой, североирландский профессиональный гольфист;
  - Даниель Дьюрта, венгерский брассист;
- 30 мая — Александра Дулгеру, румынская профессиональная теннисистка;
- 1 июня — Наталия Обмочаева, украинская и российская волейболистка;
- 3 июня — Кэти Хофф, американская пловчиха;
- 8 июня — Тимея Бачински, швейцарская профессиональная теннисистка венгерского происхождения;
- 18 июня — Анна Феннингер, австрийская горнолыжница;
- 30 июня — Андрей Скоромный, российский спортсмен, мастер спорта России по бодибилдингу (IFBB);
- 1 июля — Даниэль Риккардо, австралийский автогонщик, пилот Формулы-1;
- 18 июля — Аляж Бедене, словенский профессиональный теннисист;
- 23 июля — Дональд Янг, американский профессиональный теннисист;
- 24 июля — Феликс Лох, немецкий саночник;
- 31 июля — Виктория Азаренко, белорусская теннисистка, экс первая ракетка мира в одиночном разряде;
- 3 августа — Жюль Бьянки, французский автогонщик, пилот Формулы-1;
- 15 августа — Адлан Бисултанов, российский чеченский самбист и дзюдоист;
- 28 августа — Валлтери Боттас, финский автогонщик, пилот Формулы-1;
- 22 сентября — Сабина Лисицки, немецкая профессиональная теннисистка польского происхождения;
- 27 сентября — Пак Тхэ Хван, южнокорейский пловец;
- 20 октября — Янина Викмайер, бельгийская профессиональная теннисистка;
- 30 октября — Анастасия Люкин, американская гимнастка;
- 15 декабря — Арина Родионова, российская теннисистка;
- 26 декабря — Йохан Блейк, ямайский легкоатлет, бегун на короткие дистанции;
- 29 декабря — Кэй Нисикори, японский профессиональный теннисист.